# دانييل فيليكس غيرا
دانييل فيليكس غيرا (بالإسبانية: Heriberto Félix Guerra)‏ هو اقتصادي مكسيكي، ولد في 12 مارس 1962 في كولياكان في المكسيك.